# W62H
Woooケータイ W62H（ウーケータイ ダブリューろくにエイチ）は、日立製作所（カシオ日立モバイルコミュニケーションズ）が開発した、auブランド を展開するKDDIおよび沖縄セルラー電話 のCDMA 1X WINの携帯電話である。

## 特徴
- Woooケータイとしては第2世代にあたる端末で、2Way オープンスタイルで縦横両方に開くことができる。日立製としては初めてKCP+、Bluetoothを搭載していて、ナカチェンなどの最新のサービスに対応する。
- W53Hから引き続き2.8インチワイドQVGAの有機ELディスプレイを搭載し、精細な動画を楽しめるハイエンドモデルである。
- この機種とW62CA/CA002のみNG音が特殊なサウンドである。

## 沿革
- 2008年6月3日 KDDIより発表。
- 2008年7月19日 全国にて一斉発売。

## 対応サービス
| 主な対応サービス                                       | 主な対応サービス                 | 主な対応サービス                                             | 主な対応サービス                |
| ------------------------------------------------------ | -------------------------------- | ------------------------------------------------------------ | ------------------------------- |
| au LISTEN MOBILE SERVICE                               | LISMOビデオクリップ              | LISMO Video                                                  | EZ着うたフル EZ着うたフルプラス |
| au BOX                                                 | ワイヤレスミュージック           | au Smart Sports Run & Walk Karada Manager カロリーカウンター | EZナビウォーク 3D・声de入力対応 |
| EZ助手席ナビ                                           | 安心ナビ                         | 災害時ナビ                                                   | ナカチェン                      |
| EZアプリ FullGame! Bluetooth対戦                       | EZアプリ(BREW)                   | オープンアプリプレイヤー                                     | PCサイトビューアー              |
| EZケータイアレンジ アレンジメニュー                    | au oneガジェット                 | じぶん銀行アプリ (ダウンロードが必要)                        | EZ・FM                          |
| EZチャンネル EZチャンネルプラス EZニュースフラッシュ   | Touch Message                    | EZFeliCa                                                     | ケータイ de PCメール            |
| デコレーションメール 絵しゃべりメール ラッピングメール | デコレーションアニメ             | au one メール                                                | 緊急通報位置通知                |
| ワンセグ                                               | グローバルパスポート (CDMA・GSM) | 赤外線通信 (irSimple)                                        | Bluetooth                       |

従来のカシオ日立機と異なり以下の機能が搭載されない。
- SD-Video（ASF形式動画）
- SD-Audio (AAC)

など

## 不具合
2008年8月22日に以下の不具合の修正がケータイアップデートにより行われた。
- 稀にケータイサイトの会員登録や登録済サイトへの接続ができない場合がある

2008年10月10日に以下の不具合の修正がケータイアップデートにより行われた。
- 電源を切ると、電源が入らなくなる場合がある
- 会員登録済の特定サイトにおいて、初期値が入力項目に表示されない場合がある

2008年10月24日に以下の不具合の修正がケータイアップデートにより行われた。
- 2画面状態でケータイサイトのページ更新を行うと、電源のリセットやキー操作を受付けない状態になる場合がある

2009年7月14日に以下の不具合の修正がケータイアップデートにより行われた。
- SSLサイトで大きなファイルアップロードを行うと時々接続が切断される場合がある
- EZweb利用中に電源のリセットやキー操作を受付けない状態になる場合がある
- アラームが鳴動しない場合がある